# Landesschule für Blinde und Sehbehinderte (Neuwied)

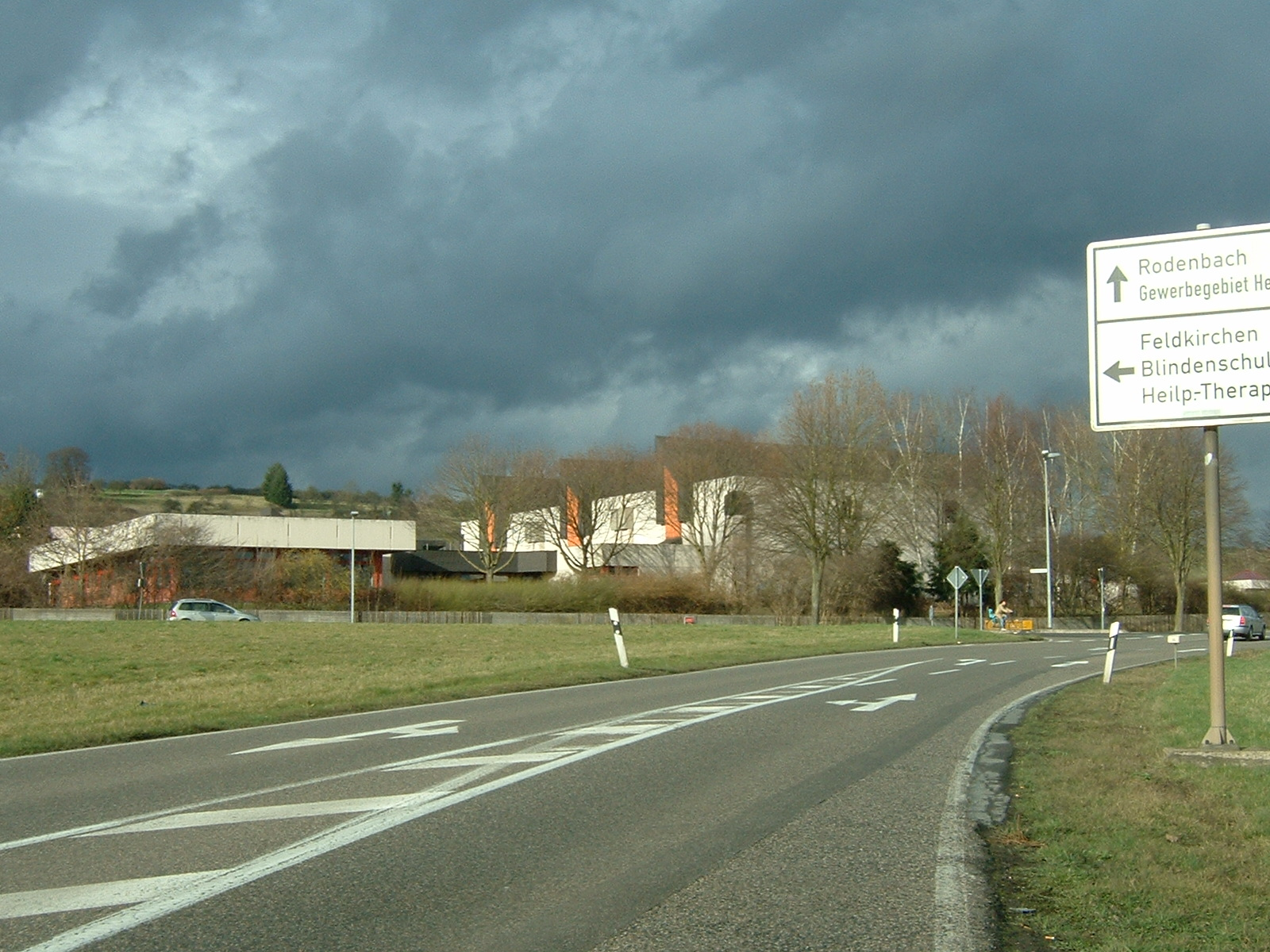
Landesblindenschule Neuwied-Feldkirchen

Die heutige Landesschule für Blinde und Sehbehinderte wurde 1899 als evangelische Provinzial-Blindenanstalt der Rheinprovinz unter maßgeblicher Beteiligung des Fürstenhauses zu Wied in Neuwied gegründet und liegt im heutigen Stadtteil Feldkirchen. Sie war in der Zeit das am modernsten eingerichtete Schulgebäude dieser Art in Deutschland und ist heute die einzige Blindenschule in Rheinland-Pfalz.

## Geschichte
Die Schule diente der Entlastung der Provinzial-Blindenanstalt in Düren (gegründet 1845), die nun den katholischen Blinden und Sehbehinderten  vorbehalten blieb. Die Schule war zunächst für 80 Schüler konzipiert. Kaiserin Auguste Viktoria übernahm das Protektorat über das Institut und lieh ihm ihren Namen: Auguste-Viktoria-Haus. Sie legte im April 1919 ihr Protektorat nieder. Mehr als die Kaiserin war Königin Elisabeth von Rumänien (Prinzessin zu Wied, Künstlername Carmen Sylva) mit der Schule verbunden. So besuchte sie mehrfach die Schule bei ihren Aufenthalten in Neuwied. Nach dem Vorbild der Neuwieder Schule wurde von ihr in Bukarest die erste Blindenschule Rumäniens erbaut.
Bereits 1906 wurden Klassenzüge eingerichtet, die einen mit einer Mittelschule vergleichbaren Lehrplan zugrunde legten. Früh begann man damit, auch die Berufsausbildung der Schulentlassenen und der späterblindeten Umschüler einzubeziehen. Bis dahin wurde die Schülern, neben der normalen schulischen Bildung, Fertigkeiten in der Blindenschrift und in der Herstellung von Bürsten, Besen und Körben vermittelt.
Ein Grundsatz war: „Arbeit statt Almosen.“ Die Provinzialblindenanstalten unterstanden bis 1947 (Kontrollratsgesetz Nr. 46) dem Rheinischen Provinziallandtag bzw. ihrem Landeshauptmann. Den Vorstand der Anstalt bildete der Vaterländische Frauenverein zur Krankenpflege und Beschäftigung armer Arbeitsloser zu Neuwied. Dieser beauftragte Diakonissen aus Kaiserswerth mit der Pflege und dem gewerblichen Unterricht der Mädchen. Die älteren männlichen Zöglinge waren der Pflege und Ausbildung des Schulleiters anvertraut. Die ersten 35 Schüler kamen aus Düren. Erst 1911 wurde in Preußen die Schulpflicht für blinde Kinder eingeführt, was zur Erhöhung der Schülerzahlen in Neuwied beitrug. Bis 1912 hatten Blinde sog. Freistellen in den meisten Blindeninternaten. Seit dem 1. April 1912 hatten die Angehörigen bzw. die jeweilige Kommune für die Kinder ein Pflegegeld zu zahlen.
Im Ersten Weltkrieg wurde in der Anstalt ein Reservelazarett eingerichtet, in dem sich die Diakonissen als Krankenschwestern engagierten. Die Schüler, die anfänglich nach Hause entlassen worden waren, kamen 1915 nach Düren ebenso die nicht vom Kriegsdienst betroffenen Lehrer. Die Bürstenmacherei konnte aufrechterhalten werden. Die Lehr- und Lernmittel sowie der Direktor blieben in Neuwied. Mit dem Rückmarsch der deutschen Truppen von der Westfront wurde auch die Dürener Anstalt für Einquartierungen benötigt. Die Blinden mussten daher im Oktober 1918 entlassen werden. Da das Neuwieder Anstaltsgebäude bis zum 20. August 1919 amerikanisches Hauptquartier war, konnte der Unterricht erst nach Reparaturen und Instandsetzungsarbeiten im November wieder beginnen. Zeitweise waren noch die Taubstummen in der Blindenanstalt untergebracht, weil amerikanische Besatzungstruppen deren Gebäude als Quartier beanspruchten.
Ab 1926 kamen Fertigkeiten für Büroberufe hinzu: Schreibmaschinenunterricht und eine eigens entwickelte Blindenstenografi. Wenn es der Bildungsstand der Schüler zuließ, wurden sie für die höhere Blindenschule in Marburg, wo sie ihr Abitur machen und sich auf ein Studium vorbereiten konnten, ausgebildet. Erst 1970 wurde eine unterrichtliche Trennung von Blinden und Sehbehinderten vorgenommen.

## Die Schule heute
Die Landesschule für Blinde und Sehbehinderte ist eine staatliche Einrichtung des Landes Rheinland-Pfalz. Heute werden hier über 200 Schüler  mit vielfältigen Behinderungen unterrichtet in diversen Förderschwerpunkten und Bildungsgängen. Über die Hälfte der Schüler wohnen im angeschlossenen Internat bzw. in vier Ganzjahreswohngruppen. Eine Berufs- und eine Berufsfachschule sowie ein Kindergarten sind angegliedert.

## Bedeutende Schüler
- Ferdinand Schmidt (1883–1952), Kirchenmusikdirektor